# Nemo tenetur se detegere
La locuzione latina nemo tenetur se detegere (anche nelle forme nemo tenetur se ipsum accusare e nemo tenetur edere contra se) esprime il principio di diritto processuale penale in forza del quale nessuno può essere obbligato ad affermare la propria responsabilità penale (auto-incriminazione).

## Valore costituzionale
Tale principio trova accoglimento nel Codice di Procedura Penale di molti paesi, a partire dal V emendamento della Costituzione degli Stati Uniti d'America, laddove si afferma che nessuno «può essere obbligato in qualsiasi causa penale a deporre contro sé medesimo».
L'ordinamento giuridico, nel bilanciamento degli interessi in gioco, accorda preferenza alla libertà personale - e, secondo una dottrina, all'onore della persona - piuttosto che all'interesse alla repressione dei reati. Se tutti i soggetti del procedimento penale fossero obbligati a collaborare incondizionatamente con la Giustizia fino al punto di incriminare se stessi, verrebbe infatti meno la libertà morale dell'imputato, che ha diritto di scegliere se e come difendersi anche quando colpevole: in Italia ciò fu riconosciuto dalla legge n. 932 del 1969, in base alla quale l’interrogatorio non fu "più considerato «narrazione obbligatoria e a titolo di verità cui è costretto l’indagato-imputato», ma concepito essenzialmente come strumento per l’esplicazione del diritto di difesa" accordato dall'articolo 24 della Costituzione.
Diversi sono gli istituti finalizzati a garantire i diritti dei soggetti coinvolti nel procedimento penale. Fra questi, si ricorda in particolare il privilegio contro l'autoincriminazione, che viene riconosciuto all'indagato e all'imputato: essi non sono tenuti a rispondere alle domande che vengono loro poste, e possono perfino mentire.
Non possono commettere in tal modo i reati di falsa testimonianza, false informazioni al Pubblico ministero e favoreggiamento.
Il privilegio contro l'autoincriminazione è riconosciuto altresì ai testimoni, i quali possono opporlo qualora dalle risposte alle domande loro poste potrebbe emergere una propria responsabilità penale.

## Varianti

### Common law
Nel diritto anglosassone il medesimo privilegio si articola in modo profondamente diverso: all'imputato è concesso il diritto di non rispondere, come si desume dal noto Quinto Emendamento alla Costituzione degli Stati Uniti d'America, ma non quello di mentire. Nel caso egli decida di parlare, sarà tenuto a dire il vero, a pena di incriminazione per falsa testimonianza. Per questo motivo nel diritto anglosassone anche l'imputato è ritenuto teste attendibile, ma, di contro, sconta la propria perseguibilità qualora sia provato che menta.

### CEDU
Le sentenze della Corte europea dei diritti dell'uomo sono decisive per l'interpretazione e l'applicazione del principio nemo tenetur se detegere, per gli Stati membri del Consiglio d'Europa.
Nella sentenza Funke contro Francia la Corte ha stabilito per la prima volta che l'autorità investita della persecuzione penale non può obbligare nessuno a cooperare con la propria condanna, pena la violazione del diritto a un processo equo di cui all'articolo 6 della CEDU. Dopo questa sentenza, rimaneva però tra gli Stati membri del Consiglio d'Europa un certo margine di dubbio circa l'esatto confine del principio così proclamato: temevano che non sarebbe stato più possibile controllare il rispetto di molte leggi e regolamenti, perché questo spesso richiede la collaborazione del cittadino (v. ad esempio la compilazione della dichiarazione dei redditi).
Nella sentenza Saunders contro Regno Unito (dove vige il sistema di common law) queste ambiguità sono state chiarite. In quella sentenza, la Corte europea dei diritti dell'uomo ha stabilito che il diritto di non cooperare con la propria condanna si applica solo alle prove (orali o scritte) che dipendono dalla volontà dell'imputato; al contrario, le prove che esistono indipendentemente dalla volontà dell'imputato non sono coperte dal diritto di non collaborare con la propria condanna. Per questi ultimi mezzi di prova, indipendentemente dal fatto che il sospettato lo voglia o meno, se richiesto egli è tenuto a presentare i relativi materiali all'autorità investita della persecuzione penale.

## Processo amministrativo
Il principio del nemo tenetur se detegere vale anche nel processo amministrativo.